# Arrondissement Privas
Arrondissement Privas (fr. Arrondissement de Privas) je správní územní jednotka ležící v departementu Ardèche a regionu Rhône-Alpes ve Francii. Člení se dále na sedm kantonů a 65 obcí.

## Kantony
- Bourg-Saint-Andéol
- Chomérac
- Privas
- Rochemaure
- Saint-Pierreville
- Viviers
- La Voulte-sur-Rhône